# Constant Claes
 (février 2013).
Si vous disposez d'ouvrages ou d'articles de référence ou si vous connaissez des sites web de qualité traitant du thème abordé ici, merci de compléter l'article en donnant les références utiles à sa vérifiabilité et en les liant à la section « Notes et références ».
Guillaume V Constant Claes est un peintre belge, né le 4 avril 1826 à Tongres, (Belgique) et mort en 1905. 

## Biographie
Après avoir terminé ses études moyennes à Tongres, il suit pendant plusieurs années les cours de l'Académie royale des beaux-arts d'Anvers sous la direction de Nicaise de Keyser
Il poursuit sa formation artistique à l'Académie royale des beaux-arts de Bruxelles où au terme de l'année académique 1844-45, (à 19 ans), il obtint une distinction spéciale de cette académie. Plusieurs voyages en Italie et en Espagne complètent sa formation artistique et contribuent à développer sa sensibilité aux tonalités douces propres à l'école néoraphaëlesque. 
Constant Claes est le cofondateur de la Société Scientifique et Littéraire de Tongres. 

## Œuvres
Outre une importante production de portraits, il produit des œuvres religieuse (Dernière cène) ainsi que des scènes de la vie quotidienne (Musiciens, vieillards, moines ou paysans). Il a participé à la restauration de la Basilique Notre-Dame de Tongres dont il dirigea la reconstruction du chœur et des vitraux.

## Galerie

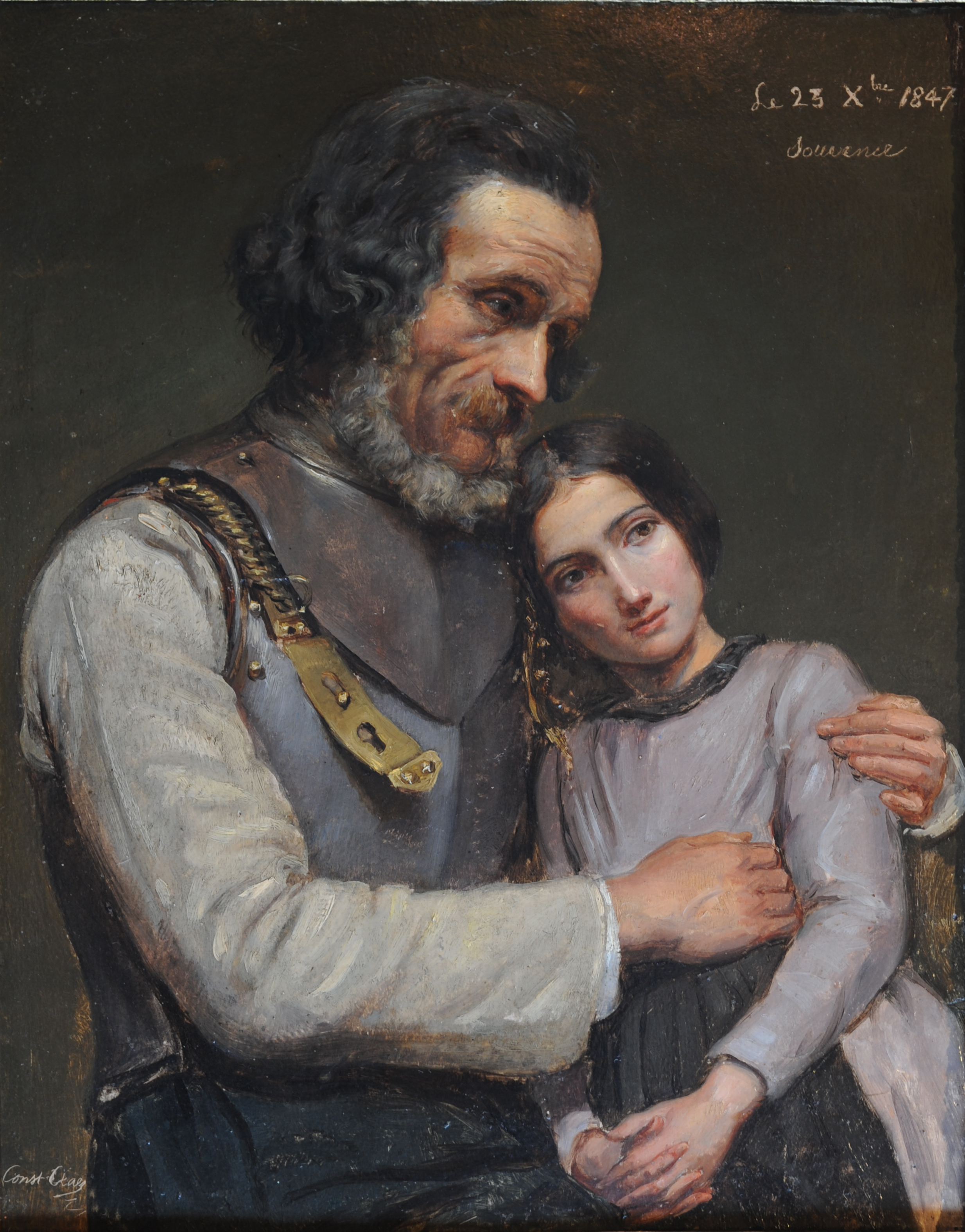
Tableau signé Constant Claes 1847, huile sur carton. Homme pensif et sa fille.
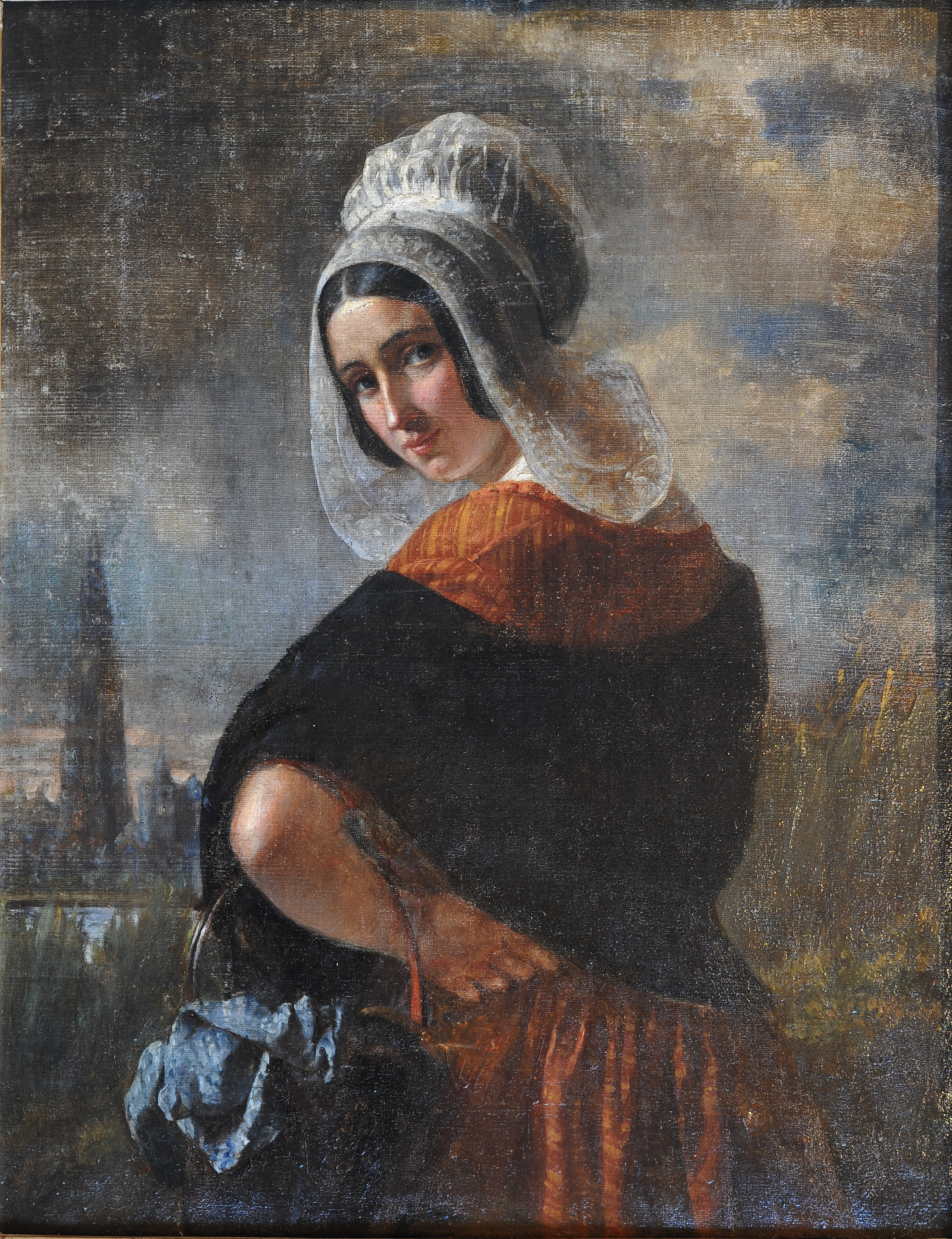
Tableau, huile sur toile, paysanne tête de face et corps de profil avec la cathédrale d'Anvers à l'arrière plan, milieu du XIXe siècle,